# Passage Antoine-Carême
Ne doit pas être confondu avec Promenade Maurice-Carême.
Pour les articles homonymes, voir Carême (homonymie).
Le passage Antoine-Carême est une voie du 1er arrondissement de Paris, en France.

## Origine du nom
Cette voie porte le nom de Marie-Antoine Carême (Paris, 1784 – Paris, 1833), célèbre cuisinier et gastronome français.

## Historique
Cette voie, créée dans le cadre de l'aménagement du secteur des Halles et qui avait été provisoirement dénommée « voie F/1 », prend son nom actuel le 2 avril 1985.

## Pour approfondir